# Chad Villella
Chad Villella (nacido el 12 de febrero de 1977) es un productor, escritor, director y actor estadounidense. Es cocreador de Chad, Matt & Rob y Radio Silence . Sus películas incluyen V/H/S, Devil's Due, Southbound, Ready or Not, Scream, Scream VI y Abigail.

## Biografía
Villella es originaria de Punxsutawney, Pensilvania y se graduó de Mercyhurst College . Es cocreador del Centro de Investigación, Análisis y Capacitación en Información (CIRAT).

## Película
Villella es cofundador de los colectivos cinematográficos Chad, Matt &amp; Rob y Radio Silence .

### Chad, Matt y Rob
Chad Villella cofundó Chad, Matt &amp; Rob con Matt Bettinelli-Olpin y Rob Polonsky en 2007. El grupo es conocido por su combinación única de comedia, aventuras, ciencia ficción y terror. Según una entrevista en IndieWire, Bettinelli-Olpin trabajó en la sala de correo y luego como gerente de oficina en New Line Cinema, donde el grupo se colaba fuera de horario para usar las oficinas como decorados. Entre sus numerosos cortometrajes se encuentra el video viral estilo metraje encontrado Roommate Alien Prank Gone Bad y cinco entregas de su serie de aventuras interactivas, la primera en su tipo. En noviembre de 2013, sus cortos han recibido cerca de 70.000.000 de visitas en el canal de YouTube Chad, Matt & Rob .

### Radio Silence
Después de la disolución de Chad, Matt & Rob, Villella formó Radio Silence con Bettinelli-Olpin, Tyler Gillett y Justin Martinez. El grupo dirigió un segmento del largometraje V/H/S , "  que se estrenó en el Festival de Cine de Sundance 2012  y fue adquirido por Magnolia Pictures. Su segmento de V/H/S se titula 31/10/98 y según Ain't It Cool News la historia está "ambientada en Halloween cuando un grupo de amigos van   de una fiesta  Halloween".
Al año siguiente, hicieron Devil's Due para 20th Century Fox y su película Southbound se estrenó en el Festival Internacional de Cine de Toronto de 2015 y fue estrenada en cines por Orchard el 5 de febrero de 2016.
El 30 de octubre de 2017 se anunció que el trío adaptaría la novela de Bryce Moore The Memory Thief para 20th Century Fox.
En marzo de 2020, se anunció que Villella sería el productor ejecutivo de la quinta entrega de la franquicia Scream, junto a Kevin Williamson con Bettinelli-Olpin y Gillett codirigiendo. La película se estrenó el 14 de enero de 2022.

## Filmografía
| Película         | Año  | Actor | Escritor | Productor | Director | Notas               |
| ---------------- | ---- | ----- | -------- | --------- | -------- | ------------------- |
| Chad, Matt & Rob | 2011 | Sí    | Sí       | Sí        | Sí       |                     |
| V/H/S            | 2012 | Sí    | Sí       | Sí        | Sí       | Segmento "10/31/98" |
| Devil's Due      | 2014 | No    | No       | Sí        | No       |                     |
| Southbound       | 2015 | Sí    | No       | Sí        | Sí       |                     |
| Ready or Not     | 2019 | No    | No       | Sí        | No       |                     |
| V/H/S/94         | 2021 | No    | No       | Sí        | No       |                     |
| Scream           | 2022 | No    | No       | Sí        | No       |                     |
| V/H/S/99         | 2022 | No    | No       | Sí        | No       |                     |
| Scream VI        | 2023 | No    | No       | Sí        | No       |                     |
| V/H/S/85         | 2023 | No    | No       | Sí        | No       |                     |
| The Memory Thief | TBD  | No    | Sí       | No        | No       |                     |